# Sistrurus catenatus
Il massasauga (Sistrurus catenatus) (Rafinesque, 1818) o massassauga è un serpente velenoso del genere Sistrurus diffuso in Nord America e in Messico. Al momento sono riconosciute tre sottospecie.

## Descrizione
La livrea può essere abbastanza varia: da verde scuro quasi grigio a macchie nere a grigio chiaro con macchie scure-marroni.
Di giorno, le pupille verticali si restringono, ma si dilatano di notte, quando caccia, per catturare quanta più luce possibile.
la lingua è biforcuta e serve per raccogliere le particelle di odore nell'aria e a trasmetterle all'organo di Jacobson, all'interno della bocca, dove vengono analizzate e identificate.
Il sonaglio è più piccolo rispetto a quello di un tipico serpente a sonagli e viene scosso per avvisare i nemici di tenersi lontani.
Il massasauga misura dai 50 agli 80 cm e può arrivare fino a 1,5 kg di peso.

### Abitudini
Questo serpente è prevalentemente notturno e spesso tende agguati alle prede proprio di notte.

### Dieta
Questo serpente si nutre di piccoli mammiferi (come scoiattoli e topi), uova di uccello, lucertole e anfibi.

### Durata della vita
Questo rettile può vivere fino a 20 anni.

## Sottospecie
Le tre sottospecie sono:
- S. catenatus catenatus (massasauga orientale)
- S. catenatus edwardsii (massasauga del deserto)
- S. catenatus tergeminus (massasauga occidentale)

## Distribuzione ed habitat
Questa specie di serpente a sonagli vive in un areale molto vasto, dal Canada meridionale fino al Messico settentrionale, attraversando gli Stati Uniti.
Mentre le sottospecie occidentale e del deserto vivono nelle grandi praterie e nei deserti, la sottospecie orientale vive anche nei campi umidi, nelle paludi e negli acquitrini.

## Veleno
Il veleno del massasauga è sia emotossico che neurotossico. I morsi sono dolorosi, ma non letali per l'uomo.